# Chambretaud
Chambretaud is een plaats en voormalige gemeente in het Franse departement Vendée in regio Pays de la Loire en telt 1275 inwoners (1999). De plaats maakt deel uit van het arrondissement La Roche-sur-Yon en sinds de gemeente op 1 januari 2019 fuseerde met La Verrie van de commune nouvelle Chanverrie.

## Geografie
De oppervlakte van Chambretaud bedraagt 16,2 km², de bevolkingsdichtheid is 78,7 inwoners per km².
De onderstaande kaart toont de ligging van Chambretaud met de belangrijkste infrastructuur en aangrenzende gemeenten.

## Demografie
Onderstaande figuur toont het verloop van het inwonertal.